# Trofeo Laigueglia 2023
La 60.ª edición de la clásica ciclista Trofeo Laigueglia fue una carrera en Italia que se celebró el 1 de marzo de 2023 sobre un recorrido de 201,3 kilómetros con inicio y final en la ciudad de Laigueglia.
La carrera formó parte del UCI ProSeries 2023, calendario ciclístico mundial de segunda división, dentro de la categoría UCI 1.Pro y fue ganada por el francés Nans Peters del AG2R Citroën. Completaron el podio, como segundo y tercer clasificado respectivamente, los italianos Andrea Vendrame, del mismo equipo que el vencedor, y Alessandro Covi del UAE Emirates.

## Equipos participantes
Tomaron parte en la carrera 20 equipos: 9 de categoría UCI WorldTeam, 6 de categoría UCI ProTeam y 5 de categoría Continental. Formaron así un pelotón de 135 ciclistas de los que acabaron 35. Los equipos participantes fueron:
| WorldTeams (9)- AG2R Citroën Team - Cofidis - EF Education-EasyPost - Groupama-FDJ - Ineos Grenadiers - Intermarché-Circus-Wanty - Arkéa-Samsic - Trek-Segafredo - UAE Team Emirates ProTeams (6)- Bingoal WB - Team Corratec - Eolo-Kometa - Green Project-Bardiani CSF-Faizanè - Lotto Dstny - Team Novo Nordisk Equipos continentales (5)- Beltrami TSA-Tre Colli - Biesse-Carrera - Colpack Ballan - General Store-Essegibi-F.lli Curia - Team Technipes #inEmiliaRomagna |
| |

## Clasificación final
- La clasificación finalizó de la siguiente forma:[3]

| \| Clasificación general \| Clasificación general \| Clasificación general \| Clasificación general \| Clasificación general \| \| Ciclista \| Ciclista \| Equipo \| Tiempo \| \| \| --------------------- \| --------------------- \| ------------------------ \| --------------------- \| --------------------- \| \| 1.º \| Nans Peters \| AG2R Citroën Team \| 5 h 08 min 28 s \| \| \| 2.º \| Andrea Vendrame \| AG2R Citroën Team \| + 46 s \| \| \| 3.º \| Alessandro Covi \| UAE Team Emirates \| + 46 s \| \| \| 4.º \| Lorenzo Rota \| Intermarché-Circus-Wanty \| + 46 s \| \| \| 5.º \| Clément Champoussin \| Arkéa-Samsic \| + 46 s \| \| \| 6.º \| Romain Grégoire \| Groupama-FDJ \| + 46 s \| \| \| 7.º \| Alexander Cepeda \| EF Education-EasyPost \| + 50 s \| \| \| 8.º \| Benoît Cosnefroy \| AG2R Citroën Team \| + 1 min 33 s \| \| \| 9.º \| Diego Ulissi \| UAE Team Emirates \| + 1 min 46 s \| \| \| 10.º \| Georg Zimmermann \| Intermarché-Circus-Wanty \| + 1 min 55 s \| \| |                     |                          |                 |
| |                     |                          |                 |
| Fuente: ProCyclingStats |                     |                          |                 |
| Clasificación general |                     |                          |                 |
| Ciclista | Ciclista            | Equipo                   | Tiempo          |
| 1.º | Nans Peters         | AG2R Citroën Team        | 5 h 08 min 28 s |
| 2.º | Andrea Vendrame     | AG2R Citroën Team        | + 46 s          |
| 3.º | Alessandro Covi     | UAE Team Emirates        | + 46 s          |
| 4.º | Lorenzo Rota        | Intermarché-Circus-Wanty | + 46 s          |
| 5.º | Clément Champoussin | Arkéa-Samsic             | + 46 s          |
| 6.º | Romain Grégoire     | Groupama-FDJ             | + 46 s          |
| 7.º | Alexander Cepeda    | EF Education-EasyPost    | + 50 s          |
| 8.º | Benoît Cosnefroy    | AG2R Citroën Team        | + 1 min 33 s    |
| 9.º | Diego Ulissi        | UAE Team Emirates        | + 1 min 46 s    |
| 10.º | Georg Zimmermann    | Intermarché-Circus-Wanty | + 1 min 55 s    |

## Ciclistas participantes y posiciones finales
Convenciones:
- AB-N: Abandono en la etapa "N"
- FLT-N: Retiro por llegada fuera del límite de tiempo en la etapa "N"
- NTS-N: No tomó la salida para la etapa "N"
- DES-N: Descalificado o expulsado en la etapa "N"

## UCI World Ranking
El Trofeo Laigueglia otorgó puntos para el UCI World Ranking para corredores de los equipos en las categorías UCI WorldTeam, UCI ProTeam y Continental. Las siguientes tablas son el baremo de puntuación y los diez corredores que obtuvieron más puntos:
| Posición              | 1.º | 2.º | 3.º | 4.º | 5.º | 6.º | 7.º | 8.º | 9.º | 10.º | 11.º | 12.º | 13.º | 14.º | 15.º | 16.º-30.º | 31.º-40.º |
| Clasificación general | 200 | 150 | 125 | 100 | 85  | 70  | 60  | 50  | 40  | 35   | 30   | 25   | 20   | 15   | 10   | 5         | 3         |

| Clasificación |                     |                          |         |
| Posición      | Ciclista            | Equipo                   | General |
| ------------- | ------------------- | ------------------------ | ------- |
| 1.º           | Nans Peters         | AG2R Citroën             | 200     |
| 2.º           | Andrea Vendrame     | AG2R Citroën             | 150     |
| 3.º           | Alessandro Covi     | UAE Emirates             | 125     |
| 4.º           | Lorenzo Rota        | Intermarché-Circus-Wanty | 100     |
| 5.º           | Clément Champoussin | Arkéa Samsic             | 85      |
| 6.º           | Romain Grégoire     | Groupama-FDJ             | 70      |
| 7.º           | Alexander Cepeda    | EF Education-EasyPost    | 60      |
| 8.º           | Benoît Cosnefroy    | AG2R Citroën             | 50      |
| 9.º           | Diego Ulissi        | UAE Emirates             | 40      |
| 10.º          | Georg Zimmermann    | Intermarché-Circus-Wanty | 35      |